# Canberra
Canberra és la capital d'Austràlia, situada en una plana als contraforts dels Alps Australians, vora el riu Molonglo. És la vuitena ciutat més poblada del país, però, la més petita de totes les ciutats capitals dels estats australians a excepció de Hobart, amb 345.257 habitants al 30 de juny de 2008.
Canberra va ser una àrea rural fins al 1908, quan va ser seleccionada com a capital de la federació d'Austràlia. Després d'una llarga disputa sobra quina hauria de ser la capital de la federació, Sydney o Melbourne, llavors les ciutats més grans i importants, es va decidir seleccionar una regió neutra, a mig camí entre les dues. Després d'una extensa recerca, l'àrea de Canberra, localitzada llavors a l'estat de Nova Gal·les del Sud, va ser triada el 1908. L'1 de gener, 1910 la regió es convertiria en el Territori de la Capital Federal. La ciutat va rebre oficialment el nom de Canberra el 12 de març de 1913 per Lady Denman, la dona del llavors Governador-General Lord Denman, i la construcció va començar oficialment.
Encara que no és el centre econòmic ni financer del país, a Canberra s'hi troben les oficines principals dels mitjans de comunicacions més importants d'Austràlia. L'economia de la ciutat està limitada als serveis públics i al turisme.

## Història

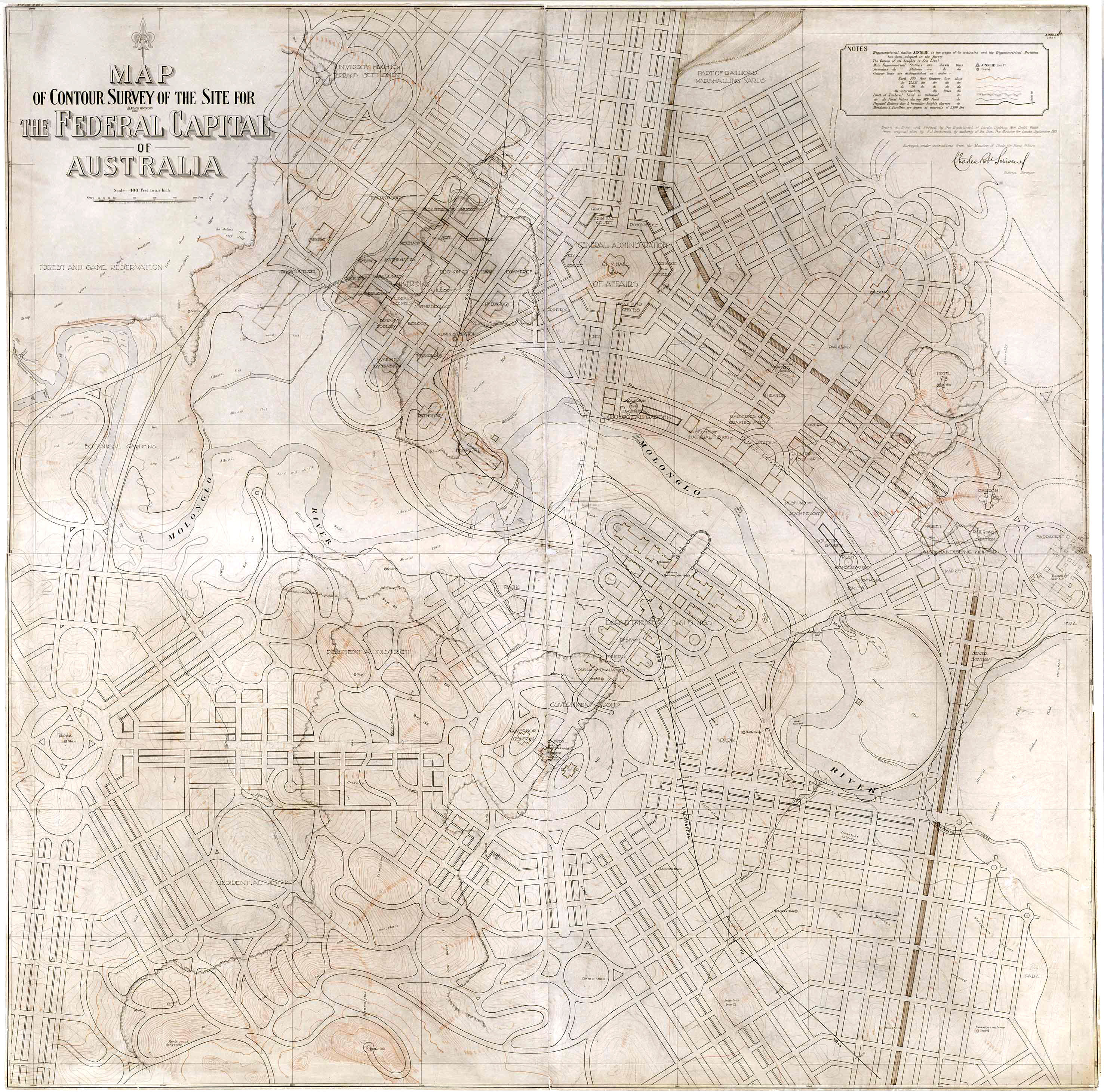
Pla de Canberra 1911-1912.

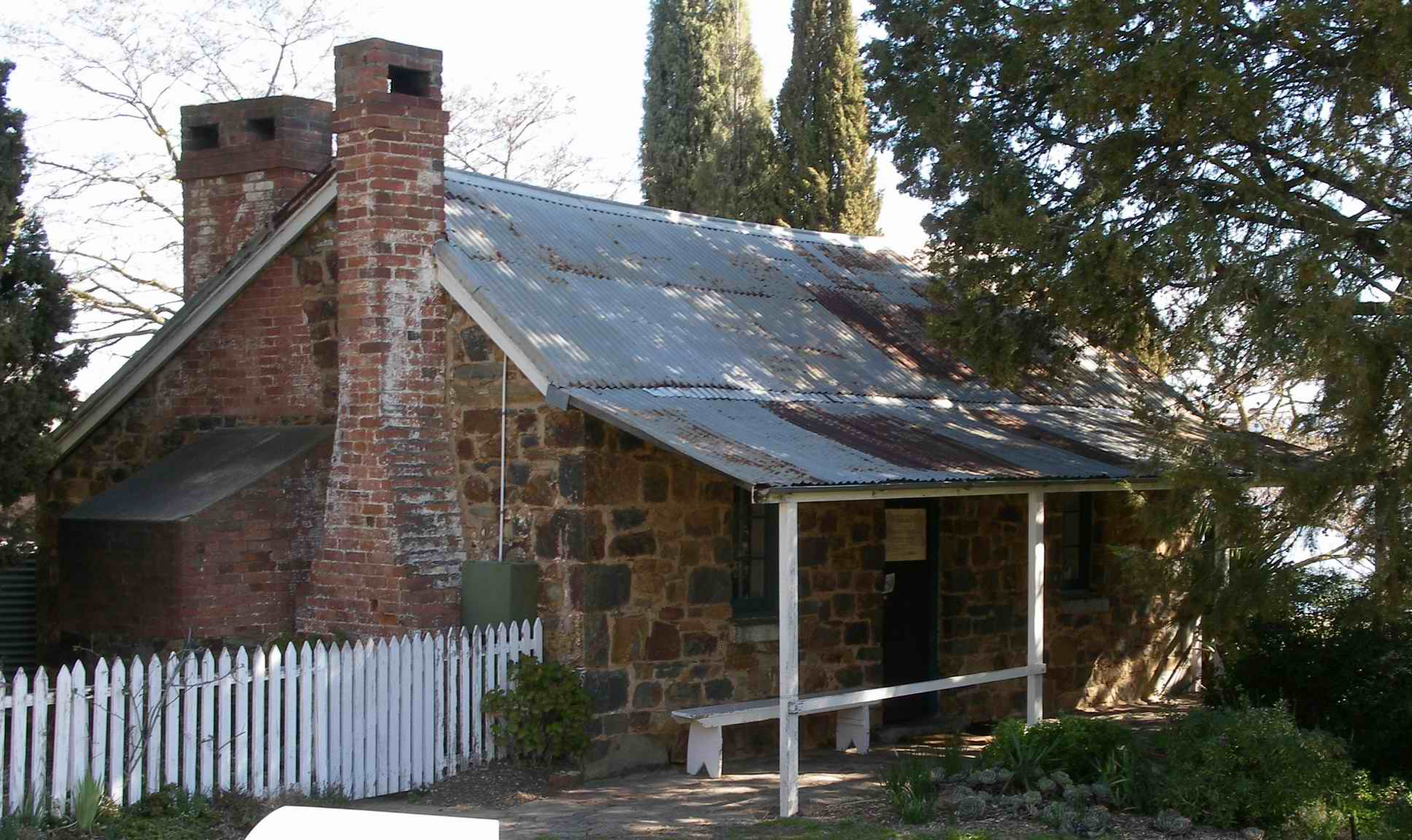
Històrica casa Blundells, construïda l'any 1860, un dels pocs edificis que queden construits pels primers pobladors europeus de Canberra.

### Primers pobladors
Abans de l'establiment europeu, l'àrea on es troba Canberra era habitada per les tribus Ngunnawal i Walgalu. El Ngarigo va viure el sud-est Canberra, el Gundungurra al nord, el Yuin sobre la costa i el Wiradjuri a l'oest. Proves arqueològiques de la regió de Canberra suggereixen la població humana des de fa 21.000 anys. La paraula "Canberra" es diu que deriva d'una paraula local dels Ngabri, un dels Ngunnawal, o alternativament de la paraula Kambera que significa "lloc de trobades" en l'idioma Ngunnawal. El nom Ngunnawal aparentment va ser usat per fer referència als corroboree que servien de protecció durant les migracions estacionals de la població en els Bogong moths que es realitzaven a la regió cada primavera.

### Exploració europea
L'exploració i conquesta europea va començar a Canberra a principi de la dècada de 1820. Van arribar quatre expedicions entre 1820 i 1824. Els primers poblats de blancs a la regió daten de l'any 1824, quan una granja o una estació van ser construïdes on avui es troba la península Acton, per ramaders contractats per Joshua John Moore. Moore va comprar formalment les terres en 1826, i els va donar el nom de Canberry. La població europea a la regió de Canberra va seguir augmentant a ritme lent durant el segle xix. Entre ells, es trobava la família Campbell de "Duntroon"; la seva imponent casa de pedra pertany avui al Royal Military College. Els Campbells van fomentar l'establiment de grangers escocesos per treballar a les seves terres, com els Southwells de "Weetangera". Al mateix temps que la població europea augmentava, la indígena anava disminuint, principalment per malalties com la verola o el xarampió.

### Creació de la capital
El canvi del districte de Nova Gal·les del Sud (NSW), d'àrea rural a capital nacional va començar amb una sèrie de debats entorn del federalisme a la fi del segle xix. Seguint una llarga disputa, si Sydney o Melbourne hauria de ser la capital nacional, a una distància no major de 100 milles de Sydney, sent Melbourne capital temporalment fins que la nova ciutat sigui acabada. Canberra va ser escollida com el lloc ideal en 1908, com a resultat de l'estudi del govern, a través de l'agrimensor Charles Scrivener. El govern de Nova Gal·les del Sud va cedir terres per a la creació del Territori de la Capital Australiana. En una competència de disseny internacional conduïda pel Departament d'Afers Exteriors, l'1 de gener de 1910, el disseny de Walter Burley Griffin va ser triat per a la ciutat, i en 1913 Griffin va ser seleccionat com a Director de Disseny i Construcció de la Capital Federal, donant inici a la construcció. El 12 de març de 1913, la ciutat rep oficialment el nom de Canberra per la Senyora Denman, esposa del Governador general Lord Thomas Denman en una cerimònia realitzada en el Turó Kurrajong, que des d'aquest moment va passar a ser conegut com el Turó Capital i on es troba la Casa del Parlament. "Canberra Day" és un firat nacional que se celebra a la ciutat i als voltants del Territori de la Capital Australiana en el tercer dilluns de març per commemorar l'aniversari de la fundació de Canberra.

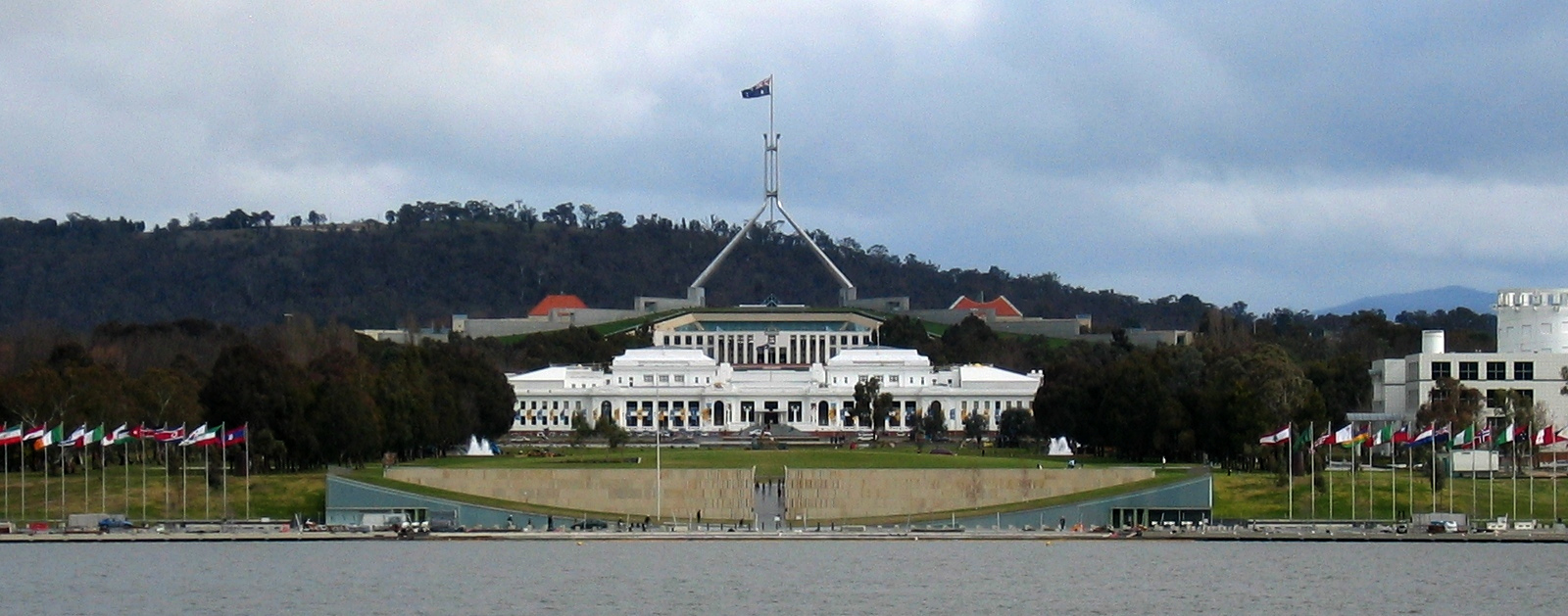
La Casa del Parlament (al fons) i l'antiga Casa del Parlament (en primer terme).

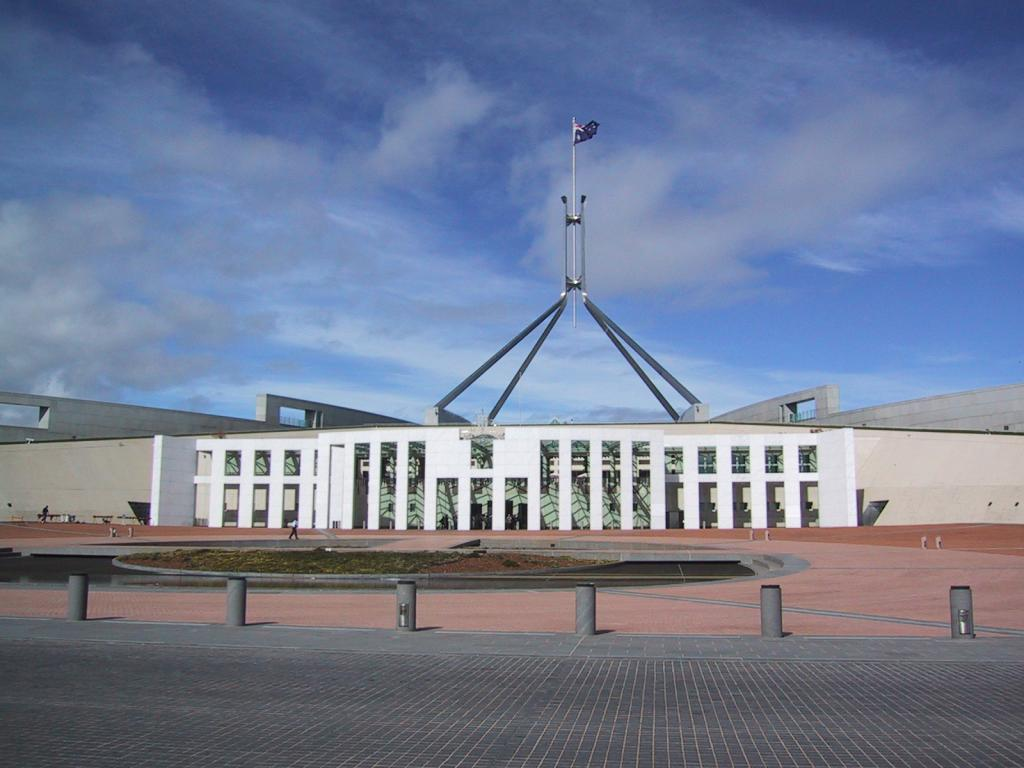
Nova Seu del Parlament de Canberra

El 1913 s'inicià la construcció, que es paralitzà durant la Primera Guerra Mundial, i finalitzà el 1927, quan el duc de York inaugurà l'edifici del parlament i es traslladaren els organismes administratius des de Melbourne.
El govern federal va ser transferit a Canberra el dia 9 de maig de 1927, amb l'obertura de l'antiga Casa del Parlament. El primer ministre, Stanley Bruce, dies abans oficialment va prendre possessió de la residència a The Lodge.

### Segle XX
El desenvolupament planejat per a la ciutat va disminuir significativament durant la gran depressió en la dècada dels 30 i durant la Segona Guerra Mundial. Alguns projectes planejats durant aquest temps, com la creació de catedrals del culte catòlic i anglicà, mai van ser completats. El desenvolupament de Canberra va començar la seva recuperació després de la Segona guerra mundial, i des de llavors ha crescut més enllà de les expectatives dels planificadors. Diversos departaments governamentals, al costat dels empleats públics, van ser transferits de Melbourne a Canberra, un cop acabada la guerra. Complexos d'habitatges van ser construïts per poder acomodar la creixent població. Les parts nord i sud de la ciutat van tenir el seu desenvolupament pels anys 1950, i el desenvolupament urbà en els districtes de Woden Valley i Belconnen va començar a la meitat i al final dels 60, respectivament. El Llac Burley Griffin va ser acabat en 1963.
El 27 de gener de 1972 es va establir per primera vegada la Carpa Aborigen als voltants del Parlament; va ser creada per cridar l'atenció sobre els drets indígenes i qüestions de la terra i contínuament ha estat ocupada des de 1992. El 9 de maig de 1988, una Casa del Parlament més gran i permanent va ser oberta en el Turó Capital com a part de la celebració del bicentenari d'Austràlia. Al desembre de 1988, el Territori de la Capital Australiana va obtenir la seva autonomia després d'un acte realitzat al Parlament de la Commonwealth. Van seguir les primeres eleccions al febrer de 1989, on es van triar 17 membres per a l'Assemblea Legislativa. El Partit Laborista va formar el primer govern del Territori Capital, liderat per la Primera ministra Rosemary Follett, que va ser la primera dona a liderar el govern australià.
El 18 de gener de 2003, parts de Canberra van ser arrasades per un gran incendi que va matar quatre persones i va destruir 491 cases, a més de destruir els principals telescopis i el taller de recerca de l'Observatori Mount Stromlo de la Universitat Nacional d'Austràlia.

## Geografia

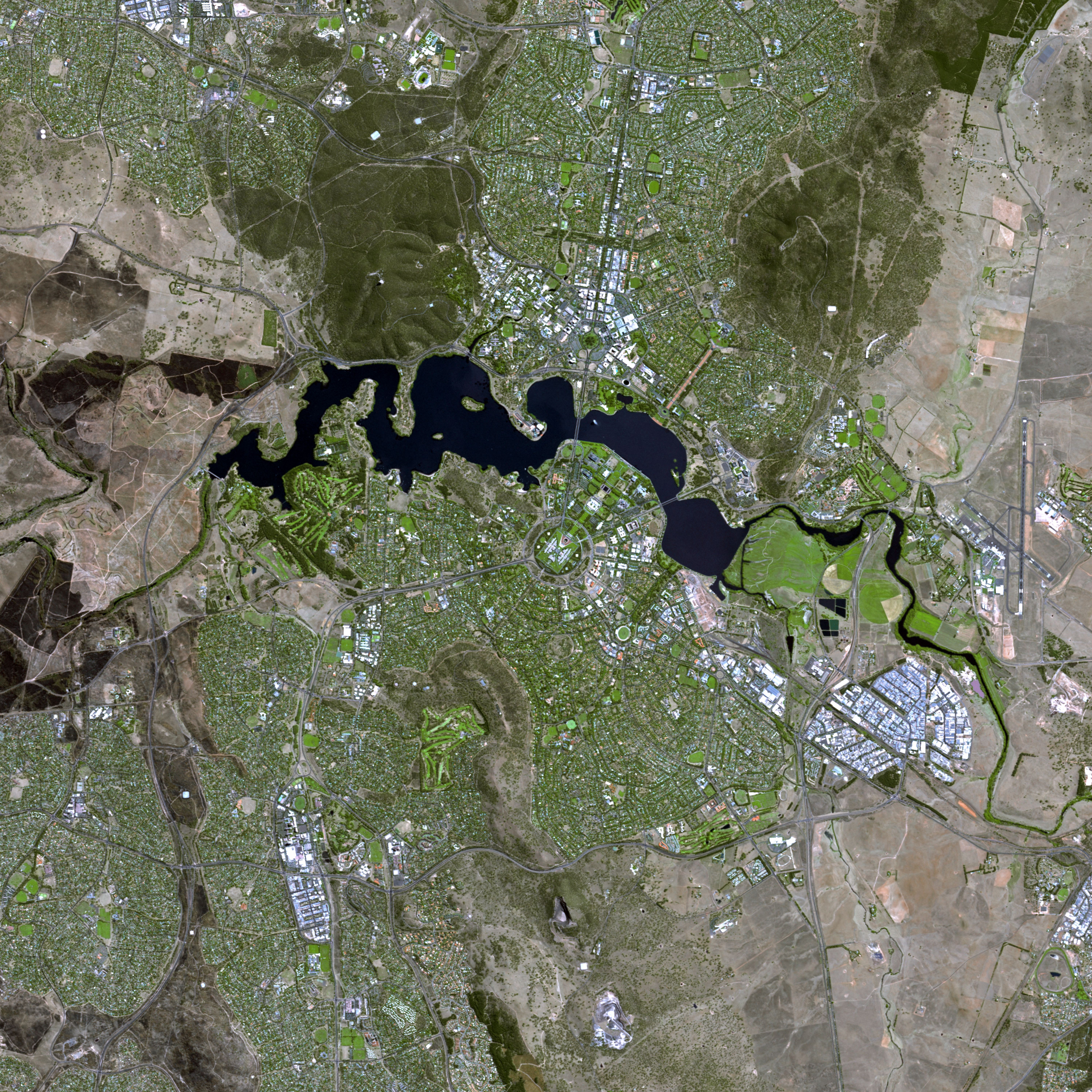
La regió de Canberra vista des de l'espai

Canberra cobreix una àrea de 814,2 km² i es troba a prop de les serralades de Brindabella (part dels Alps Australians), a uns 150 km cap a l'interior des de la costa est d'Austràlia. Té una altitud d'aproximadament 580 m; el punt més alt és el mont Majuri a 888 m. Altres muntanyes baixes inclouen el Mount Taylor 855 m, el Mont Ainslie, 843 m, el Mount Mugga Mugga, 812 m i la Black Mountain, 812 m.
El bosc autòcton de la regió de Canberra era gairebé íntegrament d'espècies d'eucaliptus i proporcionava un recurs per a combustibles i usos domèstics. A principis dels anys 60, l'explotació forestal havia esgotat l'eucaliptus i la preocupació per la qualitat de l'aigua va fer que es tanquessin els boscos. L'interès per la silvicultura va començar el 1915 amb assaigs d'una sèrie d'espècies, inclòs el Pi insigne, als vessants del mont Stromlo. Des d'aleshores, les plantacions s'han ampliat, amb el benefici de reduir l'erosió a la captació de Cotter, i els boscos també són zones d'esbarjo populars.

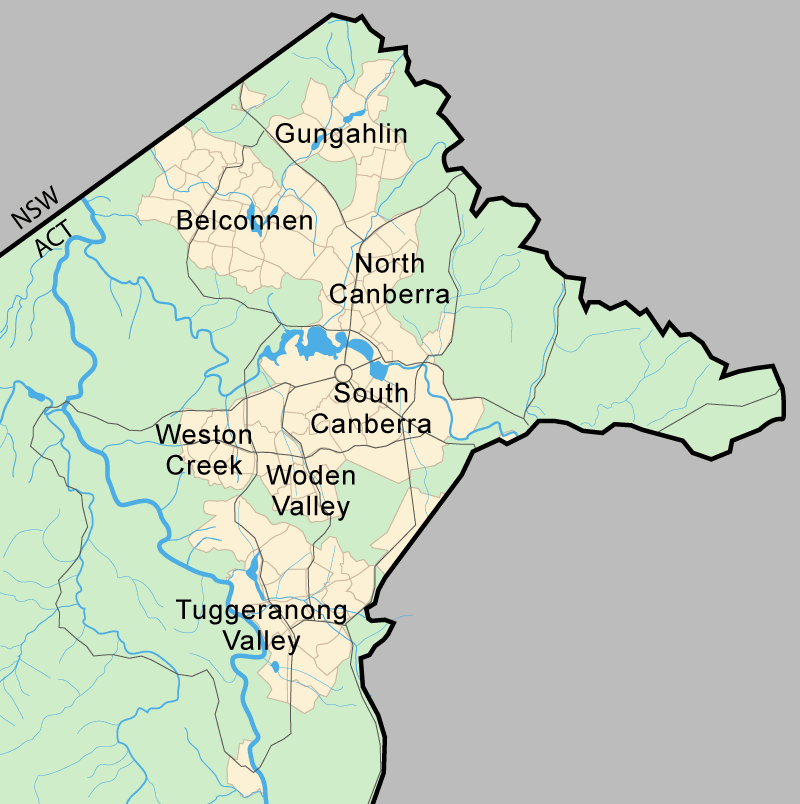
Ubicació de Canberra dins de l'ACT. Els principals districtes de Canberra es mostren en groc: Canberra Central (marcat com a Canberra Nord i Canberra Sud), Woden Valley, Belconnen, Weston Creek, Tuggeranong i Gungahlin.

Els voltants urbans de la ciutat de Canberra es troben a cavall entre la plana de Ginninderra, la plana de Molonglo, la plana calcària i la plana de Tuggeranong (la plana d'Isabella). El riu Molonglo que flueix a través de la plana de Molonglo ha estat embassat per formar el llac Burley Griffin de la capital. El Molonglo desemboca llavors al Murrumbidgee al nord-oest de Canberra, que al seu torn flueix al nord-oest cap a la ciutat de Yass de Nova Gal·les del Sud. El riu Queanbeyan s'uneix al riu Molonglo a Oaks Estate just dins de l'ACT.
Diversos rius, inclosos els Jerrabomberra i Yarralumla, desemboquen al Molonglo i Murrumbidgee Dos d'aquests rius, el Ginninderra i el Tuggeranong, s'han embassat de manera similar per formar els llacs Ginninderra i Tuggeranong.
Fins fa poc el riu Molonglo tenia una història d'inundacions de vegades calamitoses; la zona era una plana inundable abans de l'ompliment del llac Burley Griffin.

### Estructura
La ciutat és formada per l’addició de dos semicercles, on amples vies semicirculars són travessades per unes altres de tipus radial. Al semicercle de la vora dreta del riu hi ha el centre polític i administratiu, amb els edificis de govern davant el Molonglo Bassin. Un pont uneix aquest sector amb la city, centre comercial situat a la vora esquerra. A la part externa dels dos semicercles s'estenen, entre amples espais verds, els barris residencials.
| 1 | Memorial de guerra |
| 2 | Anzac Parade       |
| 3 | Antic Parlament    |
| 4 | Nou Parlament      |
| 5 | Galeria Nacional   |
| 6 | Cort Suprema       |

| 7  | Questacon             |
| 8  | Biblioteca Nacional   |
| 9  | Edifici Edmund Barton |
| 10 | Brindabella Ranges    |
| 11 | Torre Lovett          |
| 12 | Edifici Ben Chifley   |

| 13 | Llac Burley Griffin |
| 14 | Avinguda Limestone  |
| 15 | Avinguda Fairbairn  |
| 16 | Parkes Way          |
| 17 | Edifici R G Casey   |
| 18 | Edifici John Gorton |

| 19 | King Edward Terrace                      |
| 20 | Església Presbiteriana de Saint Andrew   |
| 21 | Església Anglicana de Sant Joan Baptista |

| 1 | Memorial de guerra |
| 2 | Anzac Parade       |
| 3 | Antic Parlament    |
| 4 | Nou Parlament      |
| 5 | Galeria Nacional   |
| 6 | Cort Suprema       |

| 7  | Questacon             |
| 8  | Biblioteca Nacional   |
| 9  | Edifici Edmund Barton |
| 10 | Brindabella Ranges    |
| 11 | Torre Lovett          |
| 12 | Edifici Ben Chifley   |

| 13 | Llac Burley Griffin |
| 14 | Avinguda Limestone  |
| 15 | Avinguda Fairbairn  |
| 16 | Parkes Way          |
| 17 | Edifici R G Casey   |
| 18 | Edifici John Gorton |

| 19 | King Edward Terrace                      |
| 20 | Església Presbiteriana de Saint Andrew   |
| 21 | Església Anglicana de Sant Joan Baptista |

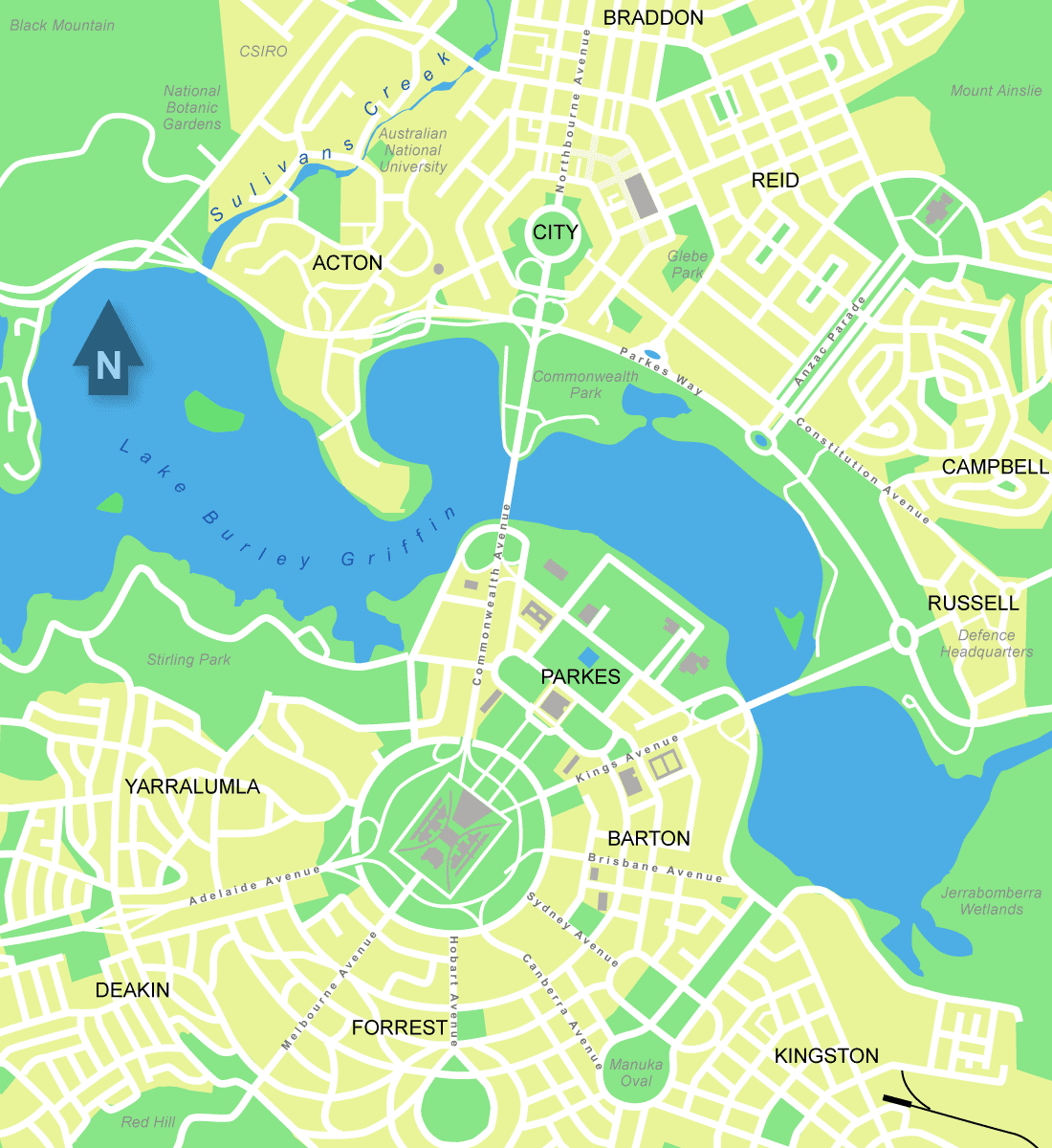
Inner Canberra mostra alguns aspectes del pla Griffin, en particular el Triangle Parlamentari.

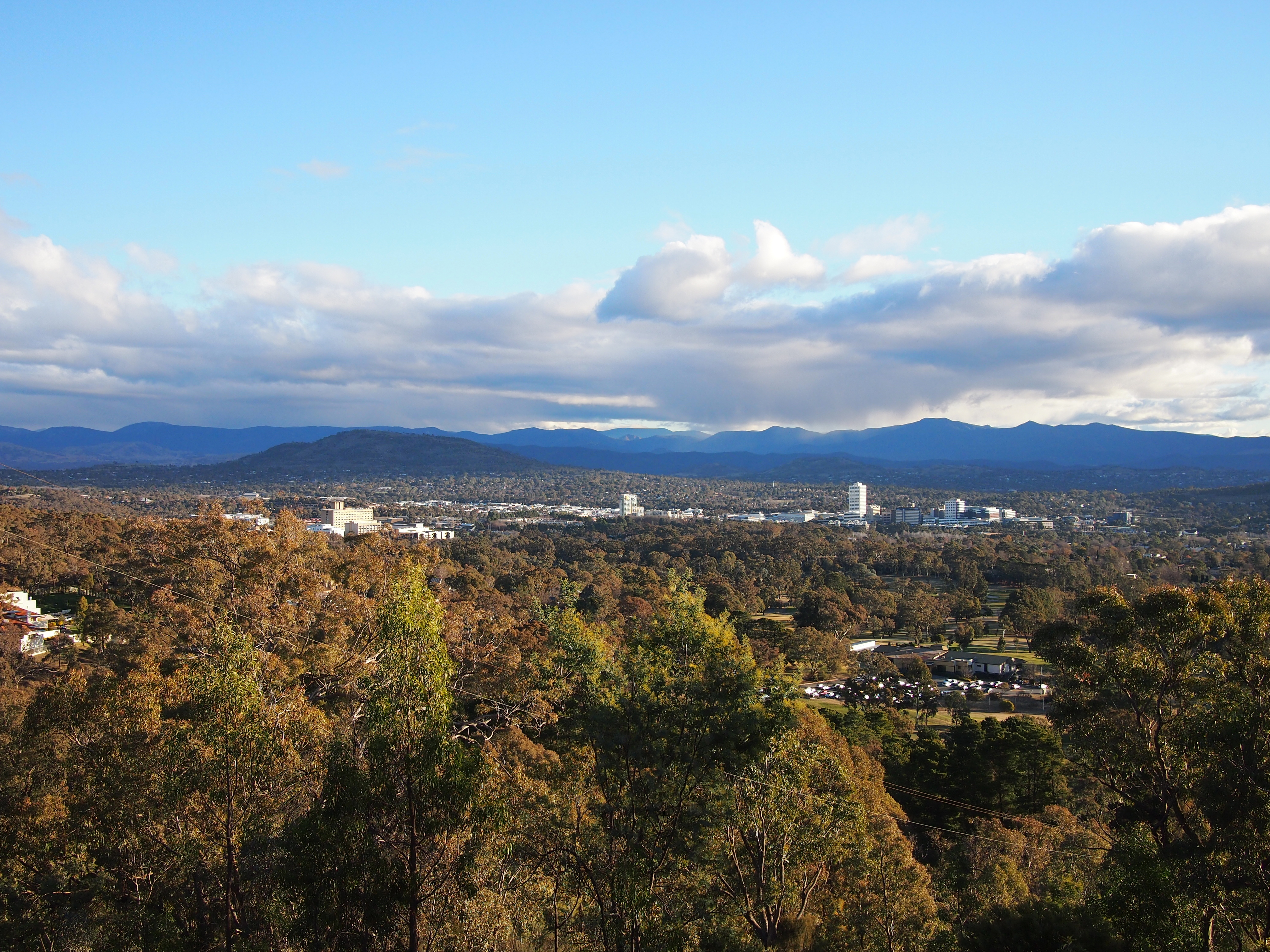
La vall de Woden vista des del Turó Roig

Canberra és una ciutat planificada i la zona del centre de la ciutat va ser dissenyada originalment per Walter Burley Griffin, un arquitecte estatunidenc del segle xx. A la zona central de la ciutat prop del llac Burley Griffin, les principals carreteres segueixen un patró de rodes i radis en lloc d'una quadrícula. La proposta de Griffin tenia una gran quantitat de patrons geomètrics, incloent carrers concèntrics hexagonals i octogonals que emanaven de diversos radis. Tanmateix, les zones exteriors de la ciutat, construïdes posteriorment, no estan distribuïdes geomètricament.
El llac Burley Griffin va ser dissenyat deliberadament perquè l'orientació dels components estigués relacionada amb diverses fites topogràfiques de Canberra. Els llacs s'estenen d'est a oest i divideixen la ciutat en dos parts; un eix terrestre perpendicular a la conca central s'estén des de Capital Hill —l'eventual ubicació de la nova Casa del Parlament en un túmul del costat sud— al nord-est a través de la conca central fins als marges nord al llarg d’Anzac Parade fins a l’Australian War Memorial. Aquest va ser dissenyat de manera que mirant des de Capital Hill, el War Memorial es trobava directament als peus del mont Ainslie. A l'extrem sud-oest de l'eix terrestre hi havia Bimberi Peak, la muntanya més alta de l'ACT, aproximadament a 52 km al sud-oest de Canberra.
La vora recta del segment circular que formava la conca central del llac Burley Griffin era perpendicular a l'eix terrestre i designava l'eix de l'aigua, i s'estenia cap al nord-oest cap a la Muntanya Negra. Una línia paral·lela a l'eix de l'aigua, al costat nord de la ciutat, va ser designada com a eix municipal. L'eix municipal es va convertir en la ubicació de l'avinguda de la Constitució, que enllaça City Hill al Civic Center i el Market Center i el recinte de Defensa a Russell Hill. Commonwealth Avenue i Kings Avenue havien d'anar des del costat sud des de Capital Hill fins a City Hill i Market Center al nord, respectivament, i formaven les vores occidental i oriental de la conca central. L'àrea tancada per les tres avingudes era coneguda com el Triangle Parlamentari, i va formar la peça central de l'obra de Griffin.

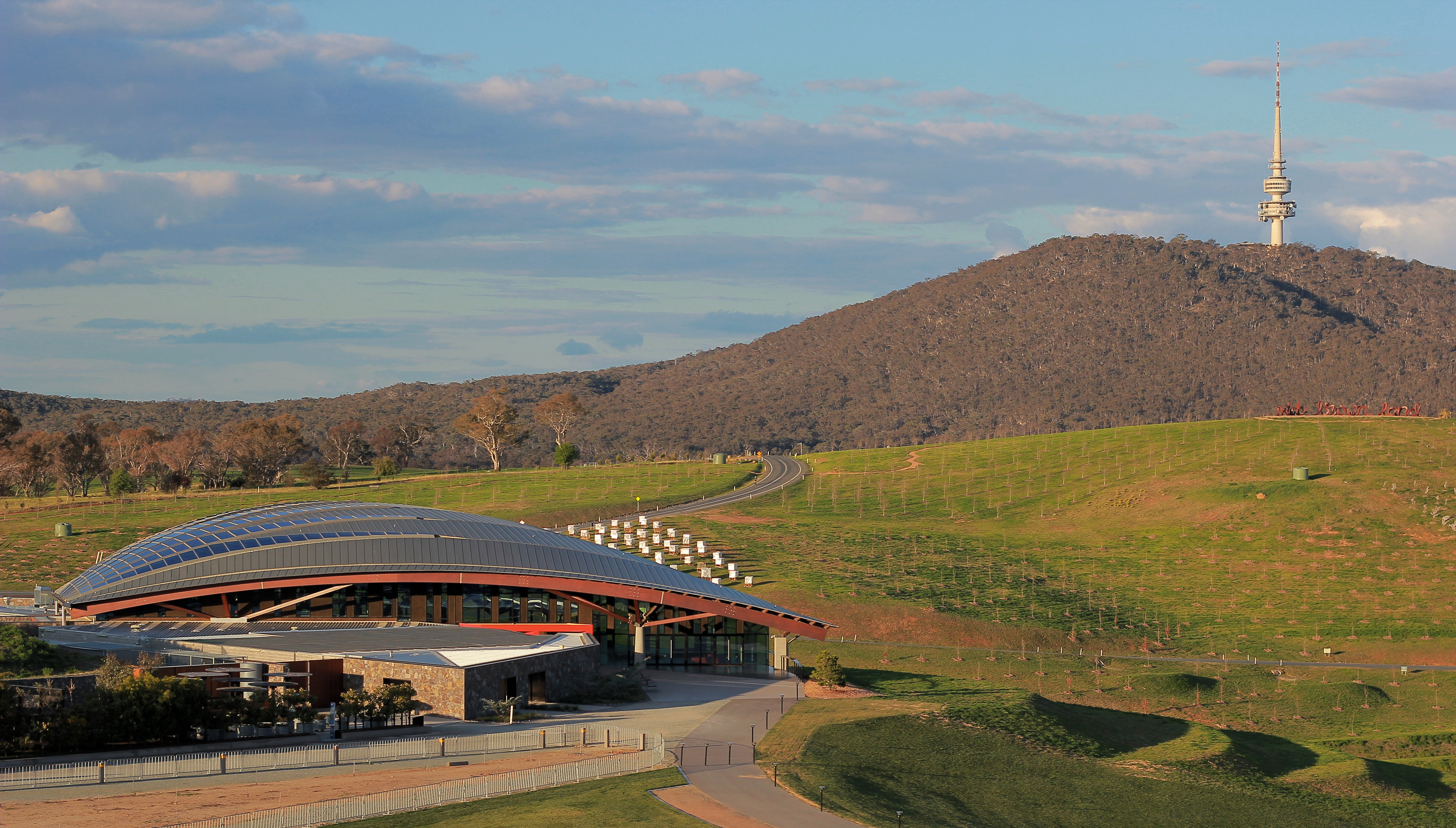
Black Mountain amb l'emblemàtica torre Telstra a la dreta i el National Arboretum en primer pla

Els Griffins van assignar valors espirituals a Mount Ainslie, Black Mountain i Red Hill i originalment planejaven cobrir cadascun d'ells amb flors. D'aquesta manera, cada turó quedaria cobert amb un únic color primari que representava el seu valor espiritual. Aquesta part del seu pla mai va arribar a bon port, ja que la Primera Guerra Mundial va frenar la construcció i les disputes de planificació van portar a l'acomiadament de Griffin pel primer ministre Billy Hughes després que la guerra va acabar.
Les àrees urbanes de Canberra s'organitzen en una jerarquia de districtes, centres de ciutats, centres de grups, suburbis locals, així com altres àrees industrials i pobles. Hi ha set districtes residencials, cadascun dels quals està dividit en suburbis més petits, i la majoria dels quals tenen un nucli urbà que és el focus d'activitats comercials i socials.

### Clima
Segons la classificació de Köppen-Geiger, Canberra té un clima oceànic (Cfb).
Al gener, el mes més càlid, la màxima mitjana és d'aproximadament 29 °C; al juliol, el mes més fred, la màxima mitjana baixa a aproximadament 12 °C.
Les gelades són freqüents als mesos d'hivern. La neu és rara al CBD (districte central de negocis) perquè es troba al costat de sotavent (est) de la serralada, però les zones circumdants reben nevades anuals durant l'hivern i sovint es pot veure la serralada nevada de Brindabella des del CBD. L'última nevada significativa al centre de la ciutat va ser l'any 1968. Canberra sovint es veu afectada pels vents foehn, especialment a l'hivern, fent-se evident pels seus màxims anormalment càlids en relació amb l'altitud.
La temperatura màxima més alta registrada va ser de 44 °C el 4 de gener de 2020. L'hivern de 2011 va ser l'hivern més càlid de Canberra, aproximadament 2 °C per sobre de la temperatura mitjana.

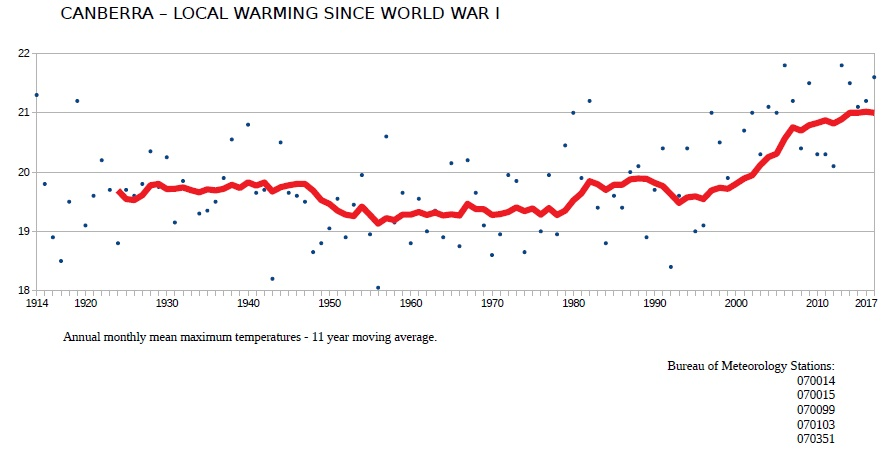
Augment de la temperatura a llarg termini a Canberra

La temperatura mínima més baixa registrada va ser −10 °C el matí de l'11 de juliol de 1971. La neu lleugera només cau una o dues vegades a l'any i es dissipa ràpidament.
Canberra està protegida des de l'oest per les Brindabellas que creen una forta ombra de pluja a les valls de Canberra. Canberra té 100,4 dies clars anualment.
Les pluges anuals són la tercera menors de les ciutats capitals (després d'Adelaida i Hobart) i estan repartides de manera bastant uniforme al llarg de les estacions, amb la final de la primavera aportant les pluges més altes. Les tempestes es produeixen majoritàriament entre octubre i abril, a causa de l'efecte de l'estiu i les muntanyes.
La zona generalment està protegida del vent de l'oest, encara que es poden desenvolupar forts vents del nord-oest. Una brisa fresca i vigorosa de l'est, conegut col·loquialment com a "brisa marina" o "Braidwood Butcher", és comú durant els mesos d'estiu i sovint supera els 40 km/h a la ciutat.
Canberra també és menys humida que les zones costaneres properes.
Canberra es va veure greument afectada per un núvol de fum durant els incendis forestals de 2019/2020. L'1 de gener de 2020, Canberra tenia la pitjor qualitat de l'aire de qualsevol ciutat important del món, amb un AQI de 7700 (USAQI 949).